# هاینریش ولفلین

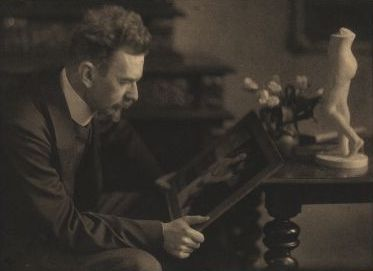
هاینریش ولفلین

هاینریش ولفلین (به آلمانی: Heinrich Wölfflin) (نوزدهم ژوئیه ۱۹۴۵- بیست و یکم ژوئن ۱۸۶۴). منتقد بلندآوازه هنر از اهالی سوئیس بود که کوشید یک نظام طبقه‌بندی عینی‌گرایانه برای آثار هنری ترتیب دهد.
اصول طبقه‌بندی عینی او «نقاشانه در برابر خطی» و جز آن تأثیر مهمی بر تحلیل شکلی در تاریخ هنر قرن بیستم داشت. مطالعه نوشته‌های او می‌تواند به درک روح حاکم بر دوره‌های گوناگون هنرهای غربی کمک کند.
او در میان نسلی که تاریخ هنر آلمان را به برتری رساند در بال، برلین و مونیخ تدریس کرد. سه اثر بزرگش، رنسانس و باروک (۱۸۸۸)، هنر کلاسیک (۱۸۸۹) و اصول تاریخ هنر (۱۹۱۵) هنوز هم در شمار مراجع این مباحث‌اند.
وی دوران رنسانس و باروک را مقایسه می‌کرد و بر پایه نظریه خود پنج تفاوت میان این دو دوره قائل بود به شرح زیر:
| رنسانس  | باروک         |
| خطی     | با خطوط گسسته |
| مسطح    | ژرفنامند      |
| بسته    | باز           |
| گونه‌گون | یکدست         |
| واضح    | ناواضح        |